# Bataille héroïque
Bataille héroïque est une peinture à l'huile sur toile réalisée par le peintre Salvator Rosa en 1652 et représentant la bataille de l'Eurymédon.

## Historique
Le tableau est commandé par Neri Corsini, dans l'intention de l'offrir au  roi de France et de Navarre Louis XIV  en 1652. L'œuvre est à ce jour exposée au musée du Louvre à Paris, au côté de L’Ombre de Samuel apparaissant à Saül chez la pythonisse d’Endor.

## Description
Au premier plan apparaît le cœur de la bataille, cavaliers et fantassins s'entremêlent dans un combat épique, qui se voit opposer Grecs et Perses. Le groupe de droite de cette bataille semble être inspiré de la mosaïque de la bataille d'Alexandre, surtout le cavalier dont le cheval se relève, ce qui fait fortement penser au roi de macédoine devant Darius III. Au deuxième plan, nous pouvons distinguer un temple grec en ruine. Enfin au dernier plan se trouve une montagne avec en amont des nuages.